# Goal (sitio web)
Goal.com fundada en 2000 es un sitio web de noticias internacionales de fútbol. Goal.com representa una de las mayores comunidades de fútbol en el mundo con 19 versiones lingüísticas que abarcan más de 50 países. Goal proporciona a los usuarios noticias, resultados en vivo y las últimas novedades de los clubes de fútbol a través de su sitio interactivo en la web, aplicaciones móviles y canales sociales.
Goal es publicado en 19 idiomas, con 38 ediciones nacionales y 500 contribuidores.

## Características

### Champions League Manager
A mediados de 2008 Goal.com lanzó Champions League Manager creado por James Barrett de Loughrea, Condado de Galway, que atrajo la atención de un cuarto de millón de usuarios en todo el mundo. Champions League Manager es un juego en línea donde el usuario crea un equipo de fútbol y selecciona jugadores de todos los clubes participantes. El usuario recibe puntos en función de cómo los jugadores jueguen los partidos a tiempo real, cuanto mejor jueguen, más puntos sumarán para el marcador de su equipo. La Subliga fue introducida en el juego para permitir a los usuarios crear una mini-liga, exclusiva para ellos y sus amigos. Los premios se conceden a los equipos con puntos más altos.

### Comentario en vivo
Goal.com proporciona comentarios en vivo para la Premier League, la Primera División de España, la Serie A (Italia), la Liga de Campeones de la UEFA, la Copa de la UEFA y torneos de fútbol del mundo. Los usuarios además pueden votar al mejor y al peor jugador.

### Comunidad
La Comunidad de Goal.com es una comunidad en línea que está en seis idiomas. La comunidad es una serie de foros donde los usuarios discuten cuestiones futbolísticas. Los más comunes son los foros en inglés, español e italiano.

## Premios
En 2017, Goal ganó el premio al Mejor sitio de noticias deportivas en "The Drum Online Media Awards".

## Goal 50
Desde la temporada 2007-08, los mejores 50 jugadores de la temporada respectiva son seleccionados por los reporteros de Goal y clasificados como parte del "Goal 50" de Goal. A partir de la temporada 2018-19, los 50 jugadores se dividieron en 25 hombres y 25 mujeres, y se coronó a un ganador de ambos sexos.

### Ganadores masculinos
| Temporada | Ganador            | Club(s)            |
| --------- | ------------------ | ------------------ |
| 2007–08   | Cristiano Ronaldo  | Manchester United  |
| 2008–09   | Lionel Messi       | Barcelona          |
| 2009–10   | Wesley Sneijder    | Internazionale     |
| 2010–11   | Lionel Messi       | Barcelona          |
| 2011–12   | Cristiano Ronaldo  | Real Madrid        |
| 2012–13   | Lionel Messi       | Barcelona          |
| 2013–14   | Cristiano Ronaldo  | Real Madrid        |
| 2014–15   | Lionel Messi       | Barcelona          |
| 2015–16   | Cristiano Ronaldo  | Real Madrid        |
| 2016–17   | Cristiano Ronaldo  | Real Madrid        |
| 2017–18   | Luka Modrić        | Real Madrid        |
| 2018–19   | Virgil van Dijk    | Liverpool          |
| 2019–20   | Robert Lewandowski | Bayern Munich      |
| 2020–21   | Lionel Messi       | Barcelona PSG      |
| 2021–22   | Lionel Messi       | PSG                |
| 2022-23   | Lionel Messi       | PSG Inter de Miami |

### Ganadoras femeninas
| Temporada | Ganador            | Club(s)                       |
| --------- | ------------------ | ----------------------------- |
| 2016–17   | Pernille Harder    | Linköpings VfL Wolfsburgo     |
| 2017–18   | Sam Kerr           | Perth Glory Chicago Red Stars |
| 2018–19   | Megan Rapinoe      | Reign FC                      |
| 2019–20   | Pernille Harder    | VfL Wolfsburg Chelsea         |
| 2020–21   | Alexia Putellas    | Barcelona                     |
| 2021-22   | Alexia Putellas    | Barcelona                     |
| 2022-23   | Rachael Kundananji | Real Madrid                   |

## NxGn
Desde la temporada 2015-16, Goal ha clasificado a los 50 mejores jugadores menores de 19 años para esa temporada respectiva, con selecciones hechas por los reporteros de Goal, la lista resultante se conoce como la lista NxGn, donde los jugadores en primer lugar reciben el premio NxGn.
Desde 2020, también se publica y otorga una lista y premio para las mujeres, respectivamente.

### Ganadores masculinos
| Temporada | Ganador              | Club(s)           |
| --------- | -------------------- | ----------------- |
| 2015-16   | Youri Tielemans      | R.S.C. Anderlecht |
| 2016-17   | Gianluigi Donnarumma | A. C. Milan       |
| 2017-18   | Justin Kluivert      | A. F. C. Ajax     |
| 2018-19   | Jadon Sancho         | Borussia Dortmund |
| 2019-20   | Rodrygo Goes         | Real Madrid C. F. |
| 2020-21   | Ansu Fati            | F. C. Barcelona   |
| 2021-22   | Jude Bellingham      | Borussia Dortmund |

### Ganadores femeninos
| Temporarada | Ganador          | Club(s)        |
| ----------- | ---------------- | -------------- |
| 2020        | Lena Oberdorf    | SGS Essen      |
| 2021        | Hanna Bennison   | FC Rosengård   |
| 2022        | Melchie Dumornay | Stade de Reims |